# EUROCAT
EUROCAT es una organización europea que se describe a sí misma como "una red de registros de población para la vigilancia epidemiológica de las anomalías congénitas, que abarca 1,7 millones de nacimientos en 21 países europeos".
Se fundó en 1979, con el objetivo de mejorar la recolección de datos sobre enfermedades congénitas, y la estandarización de dichos datos.
Han publicado ampliaciones al Capítulo Q de la CIE-10, que ayudan a proporcionar códigos únicos para las distintas situaciones individuales.
A partir de 2006, aproximadamente una cuarta parte de los nuevos nacimientos en la Unión Europea se comunican a EUROCAT.